# Lijst van burgemeesters van Geertruidenberg
Dit is een lijst van burgemeesters van de Nederlandse gemeente Geertruidenberg in de provincie Noord-Brabant.
| Ambtsperiode | Naam burgemeester | Partij of stroming | Bijzonderheden   |
| ------------ | --- | ------------------ | ---------------- |
| ??           | ?? |                    |                  |
| 1803 - 1812  | Johannes Brouwes |                    |                  |
| 1813 - 1847  | Adrianus Johannes Verkouteren |                    |                  |
| 1848 - 1853  | Jasper de Bruijn |                    |                  |
| 1853 - 1863  | Ludovicus Petrus Koene |                    |                  |
| 1863 - 1883  | Ant. Willh. de Rooij |                    |                  |
| 1884 - 1885  | Adrianus Godefridus Simon Bijvoet                                                                                                |                    |                  |
| 1885 - 1886  | Godefridus (G.R.C.M.) Raupp |                    |                  |
| 1887 - 1912  | Nicolaas Meijers |                    |                  |
| 1912 - 1923  | H.J.C.M. Allard |                    |                  |
| 1923 - 1954  | J.L.F.M. Bianchi (tijdens deel WO2: J.A.A. Goossens; na bevrijding was J.P.A.M. van de Sandt enige tijd waarnemend burgemeester) |                    |                  |
| 1954 - 1971  | Jules (J.Ch.J.) Faure | KVP                |                  |
| 1971 - 1972  | Martien (M.A.M.) van Helvoort | KVP                | waarnemend       |
| 1972 - 1978  | Jan (J.A.) Grotenhuis | KVP                |                  |
| 1978         | Theo (Th.M.J.) de Graaf | KVP                | waarnemend       |
| 1978 - 1988  | Arie (A.O.) den Hartog | PvdA               |                  |
| 1988 - 1993  | Kees (C.J.J.A.) Leijten | PvdA               |                  |
| 1993 - 1999  | Wim (W.A.) Letschert | D66                | eerst waarnemend |
| 1999 - 2000  | Jan (J.J.M.) Dosker | CDA                | waarnemend       |
| 2000 - 2012  | Matthieu (M.J.A.) Meijer | PvdA               |                  |
| 2012 - 2018  | Willemijn (W.) van Hees | VVD                |                  |
| 2018 - 2019  | Jan (J.J.) Luteijn | SGP                | waarnemend       |
| 2019 - heden | Marian (M.) Witte | partijloos         |                  |